# Ellen Neslo
Ellen Brigitte Aurelia Neslo (Paramaribo, 17 februari 1959) is een Surinaams-Nederlands surinamist, juriste en gepromoveerd antropologe. Ze is gespecialiseerd in de geschiedenis van Paramaribo, Suriname, in de 19e eeuw en is verbonden aan de Universiteit Utrecht.

## Biografie
Neslo heeft haar middelbare school doorlopen in Paramaribo en volgde daar tegelijk een lerarenopleiding Wiskunde. Aldaar opgegroeid is Ellen Neslo een zus van de bekende actrice Alida Neslo. In Nederland vervolgde ze haar studies aan de lerarenopleiding in Amsterdam, voor wiskunde en godsdienst alvorens haar doctoraal diploma Rechtsgeleerdheid te behalen aan de Universiteit Utrecht. Hierna werkte ze als beleidsmedewerker onderwijs, (juridisch) adviseur en in verscheidene managementfuncties bij verschillende organisaties. Naast haar fulltime werk promoveerde ze in 2016 op een historisch juridisch antropologisch onderzoek naar de samenstelling van de bevolking van Paramaribo in de 19e eeuw.

## Onderzoek
Neslo is gespecialiseerd in de geschiedenis van de vaak vergeten, en bij het grote publiek onbekende, bevolkingsgroep van vrije niet-blanke personen in Paramaribo. Deze groep, waar voorheen relatief weinig van bekend was, leefde ten tijde van de Surinaamse slavernij en maakte een aanzienlijk deel uit van de stedelijke bevolking. In 1862, het jaar voor de emancipatie, maakten de vrije niet-blanke bevolking 87% uit van de totale vrije bevolking van Paramaribo, hun aantal bedroeg 13.500 personen op circa 15 duizend vrije personen in totaal. Neslo toont in haar proefschrift Een ongekende elite: De opkomst van een gekleurde elite in Koloniaal Suriname 1800-1863 aan, dat voormalige slaven zich konden opwerken in de koloniale samenleving en economisch belangrijke beroepen konden uitoefenen. Door manumissie, het vrijkopen van bijvoorbeeld familieleden, holden zij bovendien het systeem van slavernij van binnenuit uit.